# Donorojo (Tegalrejo)
Donorojo is een bestuurslaag in het regentschap Magelang van de provincie Midden-Java, Indonesië. Donorojo telt 1328 inwoners (volkstelling 2010).